# William Blume Levy
William Blume Levy (* 14. Januar 2001 in Horsens) ist ein dänischer Radrennfahrer, der auf Straße und Bahn aktiv ist.

## Sportlicher Werdegang
2018 machte William Blume Levy erstmals international auf sich aufmerksam, als er jeweils eine Etappe bei den renommierten Junioren-Rennen Tour du Pays de Vaud und Sint-Martinusprijs Kontich gewann, bei der Tour du Pays belegte er zudem Platz zwei in der Gesamtwertung. 2019 belegte er bei den Straßenweltmeisterschaften Rang zwölf im Einzelzeitfahren der Junioren. Im selben Jahr gewann er die Flandern-Rundfahrt der Junioren und wurde auf der Bahn dänischer Meister in der Mannschaftsverfolgung.
2020 erhielt Levy einen Vertrag beim dänischen Team ColoQuick. 2021 errang er mit dem dänischen Vierer aus Tobias Hansen, Matias Malmberg und Robin Skivild beim Lauf des UCI Track Cycling Nations’ Cup in Hongkong die Silbermedaille.

## Erfolge

### Straße
2018
- eine Etappe Tour du Pays de Vaud (Junioren)
- eine Etappe Sint-Martinusprijs Kontich (Junioren)

2019
- Flandern-Rundfahrt (Junioren)

2021
- Gylne Gutuer

### Bahn
2019
- Dänischer Meister – Mannschaftsverfolgung (mit Frederik Wandahl, Tobias Lund Andresen und Victor Fuhrmann)